# Ușba
Ușba (în limba svan „munte furtunos”) este un munte cu două piscuri din masivul Caucazul Mare, Georgia. Piscul de Sud (4.737 m) și Piscul de Nord (4.698 m). Piscul de Nord a fost escaladat pentru prima oară în anul 1888 de alpiniști englezi, iar cel din sud în anul 1903 de alpiniști germani. La altitudinea de 2000 de m pe versantul de vest, a ajuns prima oară, germanul Ludwig Vörg (* 1911; † 1941) care mai târziu este primul care escaladează versantul de nord al muntelui Eiger (Elveția). In Londra există un „club al ușbiților”.